# Briefwisseling tussen Paulus en Seneca
De briefwisseling (of correspondentie) tussen Paulus en Seneca,:6:18 ook wel bekend als de Brieven van Paulus en Seneca, is een verzameling van brieven die pretendeert te zijn geschreven en over en weer verzonden tussen de vroegchristelijke apostel Paulus aan de Romeinse filosoof Lucius Annaeus Seneca halverwege de 1e eeuw. Er zijn 8 brieven van Seneca en 6 antwoorden van Paulus. Hiëronymus noemde ze in hoofdstuk 12 van zijn De Viris Illustribus (393). Tot aan de renaissance werden de epistels gezien als authentiek, maar onderzoekers begonnen ze in de 15e eeuw kritisch te bestuderen en heden worden ze universeel als vervalsingen beschouwd.
De Engelse theoloog Joseph Lightfoot (1828–1889) merkte op: "De armzalige gedachtegang en stijl, de fouten in chronologie en geschiedenis en de gehele voorstelling van de relatieve standpunten van de stoïcijnse filosoof en de christelijke apostel verraden duidelijk de hand van een vervalser." De Zwitserse historicus en theoloog Philip Schaff (1819–1893) liet zich uit in dezelfde bewoordingen. Lightfoot voegde eraan toe:
"Deze correspondentie is waarschijnlijk vervalst in de 4e eeuw, ofwel om Seneca aan te bevelen aan christelijke lezers of om het christendom aan te raden aan lezers van Seneca."
"Aangezien ze nu universeel worden beschouwd als niet authentiek, zal het onnodig zijn om uitvoerig de argumenten voor hun verwerping uiteen te zetten. Het volstaat om te zeggen dat de brieven in hun geheel kinderachtig en onwaardig zijn; dat de stijl van beide correspondenten niet lijkt op hun echte geschriften; dat de betrekkingen tussen de twee, zoals ze worden voorgesteld, uiterst onwaarschijnlijk zijn; en tot slot dat de chronologische aantekeningen (die echter afwezig zijn in enkele belangrijke handschriften) in bijna alle gevallen onjuist zijn. Dus, nog afgezien van het feit dat er 3½ eeuw niet werd gerept over deze briefwisseling, is het interne bewijs alleen al genoeg om ze hopeloos te veroordelen."
Volgens Amerikaans nieuwtestamenticus Bart D. Ehrman is de vervalste briefwisseling zeer waarschijnlijk een poging van latere christenen om Paulus af te schilderen alsof hij behoorde tot de culturele elite van het Romeinse Rijk door hem te laten interageren met Seneca, de invloedrijkste filosoof in Paulus' tijd en de leermeester van keizer Nero. Ze is ontworpen om tegemoet te komen aan de verbijstering van latere christenen over het feit dat de belangrijkste publieke figuren uit de 1e eeuw blijkbaar niets afwisten van het bestaan van Jezus en Paulus, laat staan hun vermeende wonderlijke daden. Het vervalsen van dergelijke geschriften kon de prominentie van de stichters van het christendom in de geschiedenis verhogen. De correspondentie beweert zelfs dat Seneca en de Romeinse keizer Paulus uitbundig loven als hun intellectuele meerdere.:21:29